# Армориканська височина

Розташування Армориканського масиву на структурній мапі півночі Франції. Герценські масиви зафарбовано.

Геологічна мапа Армориканського масиву й околиць

Армориканська височина (фр. Massif armoricain) — височина на південному заході Франції, містить Бретань, західну частину Нормандії і Пеї-де-ла-Луар. Назву отримала від давньої Арморики, гальського краю між річками Луара і Сена. Масив складається з метаморфічних й магматичних порід, які зазнали метаморфізму й/або деформації під час Герценського орогенезу (400–280 млн років тому) і до нього за часів Кадомського орогенезу (650–550 мільйонів років тому). Терен зазнав підйом з Біскайської затоки за часів крейдового періоду. Межею Кантабрійських гір й Армориканської височини є рифтова зона Біскайської затоки.
Армориканська височина є пенепленом. Найвища точка — Мон-дез-Авалуар — висотою всього 417 м. Західна частина Армориканського масиву (який охоплює Бретань) — гори Мон-д'Арре.

## Геологія
За неопротерозою найдавніша частина Армориканського масиву була північною околицею палеоконтиненту Гондвана. За палеозою Армориканський масив входив до складу мікроконтиненту Арморика, в склад якого, ймовірно, також входили Вогези, Шварцвальд та Чеський масив далі на схід.
Арморика відкололась від північного краю Гондвани за часів ордовику і силуру й дрейфувала в північному напрямку до зіткнення з Лавруссією за часів герценського орогенезу.
Найдавнішими породами масиву є неопротерозойські відкладення бріоверійської надгрупи, які деформовані та метаморфізовані під час кадомського орогенезу. 
Вони перекриті нижньопалеозойськими (кембрійсько-девонськими) (мета-)відкладеннями. 
Вся послідовність деформована, метаморфізована та прорвана кислими магмами під час герцинського орогенезу.
Масив розбито на три частини; дві з них є герценськими зонами транспресії напрямку північний схід — південний захід (Північно- і Південно- Армориканські зони транспресії). Всі три зони зазвичай називають Північно-, Центрально- й Південно- Армориканською зоною. Північна частина менш деформована герценським орогенезом, ніж на південна. Південно-Армориканська зона, вважається одним з провідних центрів герценського орогенезу, як й Молданубіцька зона півдня Німеччини й Центральної Європи.
Рівнина, з невеликими пагорбами, з окремими інтенсивно розчленованими гранітними і пісковиковими кряжами (гори  Арре,  Монтань-Нуар, Форе-д'Екув вис. до 417 м). Річки  повноводні, з чергуванням широких і вузьких (при перетині кряжів) ділянок долин. Долини вкриті верещатником, що чергується з торф'яниками і луками. Характерний ландшафт бокаж — поля, обсаджені живоплотами, чагарниками і лісовими смугами.